# Die Bounty
Die Bounty ist eine Verfilmung der Meuterei auf der Bounty von Roger Donaldson aus dem Jahr 1984. Sie basiert auf dem Buch The Bounty von Richard Hough, das zunächst unter dem Titel Captain Bligh and Mr Christian veröffentlicht wurde.
Von allen fiktionalen Darstellungen des Bounty-Stoffes kommt Donaldsons Film wie auch die Buchvorlage den historisch belegten Ereignissen vom April 1789 am nächsten. So wird die Extremsituation der von den Meuterern Ausgesetzten und ihre riskante Fahrt im offenen Beiboot sehr drastisch vermittelt. Zudem wird Kapitän Bligh – anders als in früheren Verfilmungen – als anfangs durchaus pragmatischer und selbstkritischer Offizier gezeigt, der nicht aus Sadismus, sondern aus Ehrgeiz und Unsicherheit zu übertriebener Strenge neigt.

## Handlung
Die Rahmenhandlung des Films bildet die Verhandlung gegen William Bligh vor dem Kriegsgericht wegen des Verlustes der Bounty durch Meuterei.
In der Binnenhandlung erhält Leutnant Bligh den Auftrag, Brotfruchtbäume von Tahiti nach Jamaika zu liefern, deren Früchte als billige Nahrungsquelle für die Sklaven auf den dortigen Plantagen dienen sollen. Bligh ist angetrieben von persönlichem Ehrgeiz, er will sich mit diesem Auftrag, den er in der kürzestmöglichen Zeit und in Form einer Weltumsegelung durchführen will, unbedingt einen Namen und damit Karriere in der königlichen Marine machen.
Zunächst erweist sich Bligh noch als recht umgänglich und um seine Mannschaft bemüht. Seinen Ersten Offizier, den ebenfalls ehrgeizigen John Fryer, lässt er allerdings schon von Anfang an seine Ablehnung spüren. Nachdem die Umschiffung Kap Hoorns gescheitert ist, wird Fryer (rechtswidrig) degradiert, da Bligh ihm die Schuld dafür gibt. Bligh ernennt den Zweiten Maat, seinen Freund Fletcher Christian, zum neuen Ersten Offizier.
Bei der Ankunft auf Tahiti werden sie vom Häuptling und den Bewohnern freundlich empfangen, die Pflanzen der Brotbäume werden ihnen gewährt. Zum Missfallen Blighs müssen sie länger bleiben als geplant, da die Pflanzen im derzeitigen Wachstumsstadium noch nicht transportfähig sind. Die Besatzung entwickelt derweil Beziehungen – vornehmlich zu jungen Frauen – und lernt ein freies Leben ohne die Zwänge und Einschränkungen auf See kennen. Insbesondere die Liebe von Fletcher Christian zu einer jungen Häuptlingstochter wird thematisiert. Bligh sorgt sich zu Recht, dass die Disziplin seiner Mannschaft unter den Verlockungen dieses Inselparadieses allmählich verloren geht. Es kommt zu ersten Differenzen zwischen Fletcher und Bligh, was Fryer mit Genugtuung beobachtet. Schließlich wagen drei der Seeleute die Flucht vom Schiff. Sie werden jedoch gestellt, und obwohl auf Desertion der Strang steht, lässt Bligh sie nur auspeitschen. Da sich alle benötigten Pflanzen mittlerweile an Bord befinden, gibt Bligh den Befehl zur Abreise.
Auf dem Rückweg von Tahiti zeigt sich Bligh zunehmend neurotisch und drangsaliert die Mannschaft und Fletcher, z. B. mit übertriebenen Reinlichkeitsforderungen, dem Vorwurf von Diebstählen sowie Beschimpfungen. Als Bligh das erneute Ansteuern Kap Hoorns ankündigt und einen Matrosen, der dagegen protestiert, auspeitschen lassen will, kommt es zur Eskalation. Fletcher, der seine Geliebte auf Tahiti nicht vergessen kann und die Schikanen satt hat, lässt sich von der Mannschaft zur Meuterei überreden. Bligh und die meisten Leute, die nicht meutern wollen, werden in einem Boot ausgesetzt. Bligh gelingt es trotz schwerer Entbehrungen, seine Bootsmannschaft loyal zu halten, und so erreichen sie schließlich Timor und von dort aus England. Christian fährt mit dem Großteil der Crew nach Tahiti zurück. Da er weiß, dass die britische Marine sie hier suchen wird und der Häuptling, der um den Ernst der Situation weiß, ihnen das Bleiberecht verweigert, muss er weitersegeln. Einige der Frauen, zu denen auch Fletchers Geliebte zählt, und einige Insulaner begleiten sie. So erreichen sie die Insel Pitcairn, die auf keiner Karte korrekt eingezeichnet und somit schwer auffindbar ist. Die Bounty wird in Brand gesteckt und so vernichtet.
Am Ende der Rahmenhandlung wird Bligh vom Kriegsgericht freigesprochen und seine Schiffsführung sogar als vorbildlich herausgestellt. Eine Schrifttafel informiert darüber, dass über das weitere Schicksal von Fletcher Christian und seinen Leuten nichts bekannt ist.

## Kritiken
„Das bunt-schillernde Remake von Roger Donaldson (‚No Way Out‘, ‚Getaway‘) ist zwar durchaus eine gelungene Verfilmung des klassischen Meuterei-Stoffes nach wahren Begebenheiten, hat aber gegenüber den beiden Vorgängern von 1935 und 1962 trotz der guten Besetzung nichts Neues zu bieten und zeigt Kapitän Bligh als begnadeten Seemann, aber lausigen Vorgesetzten.“

Der Fischer Film Almanach 1986 meinte, die Neufassung vereine „Historie und Spannung recht gut“ und sei keineswegs schlechter als das Original.

## Sonstiges
Für die Filmaufnahmen wurde 1978 die Bounty (manchmal als Bounty III bezeichnet) als Nachbau des Segelschiffs gebaut. Sie liegt heute in Hongkong und ist noch seetüchtig.
Die Szene um die Äquatortaufe wurde im Film Der Untergang der Pamir samt Kostümen und Ritualen kopiert.
Die Originalverfilmung war als zwei dreistündige Filme unter der Regie von David Lean geplant. Das Drehbuch hatte er, wie bei seinen letzten drei Filmen (Lawrence von Arabien, Doktor Schiwago und Ryans Tochter) mit Robert Bolt geschrieben. Es sollte die erste Lean-Produktion seit Ryans Tochter werden. Als Produzent war unter anderem Sam Spiegel (Die Brücke am Kwai, Lawrence von Arabien) im Gespräch, dieser lehnte aber ab, da er keine Lust hatte, seinen „Lebensabend“ auf einer Südseeinsel zu verbringen. Mit Dino De Laurentiis überwarf sich dann David Lean und hätte seine Version nicht so erzählen können, wie er es sich vorgestellt hatte. Die „homoerotische“ Beziehung zwischen William Bligh und Fletcher Christian wurde genauso ausgearbeitet wie die „Klarstellung“ von William Blighs Qualitäten als Kapitän und Navigator (unter James Cook). Als Grundlage für das Drehbuch dienten die Romane von Charles Bernard Nordhoff und James Norman Hall: Mutiny on the Bounty (1932), Men Against the Sea (1933) und Pitcairn’s Island (1934).
Laurence Olivier war für die Rolle als Admiral in der Prozessszene an nur einem Tag am Filmset (er unterbrach dafür die Filmarbeiten von Mr. Halpern and Mr. Johnson).

## Synchronsprecher
Die Synchronsprecher für die deutsche Fassung:
| - Fletcher Christian: Frank Glaubrecht - Lt. William Bligh: Michael Chevalier - Prinzessin Mauatua: Chris Palm - Admiral Hood: Ernst Wilhelm Borchert - König Tynah: Jochen Schröder - Captain Greetham: Jürgen Thormann - John Fryer: Manfred Lehmann - William Cole: Lothar Köster | - Charles Churchill: Claus Jurichs - David Nelson: Wolfgang Ziffer - Edward Young: Hans-Jürgen Dittberner - Thomas Ellison: Frank Schaff - Matthew Quintal: Lutz Riedel - William McCoy: Rainer Brandt - Thomas Heywood: Ronald Nitschke - Essensausgeber: Rainer Brandt |

## Deutsches Kino / DVD
Der Film wurde in den deutschen Kinos nur in einer um 25 Minuten gekürzten Fassung gezeigt, die so auch auf DVD veröffentlicht wurde.
Im Mai 2019 erschien erstmals die ungekürzte Fassung, mit vollständig synchronisierten Dialogen, auf DVD und Blu-ray. Es war zudem auch die erste Blu-ray-Veröffentlichung des Films im deutschsprachigen Raum und auch die erste mit einer Stereo- statt einer Mono-Tonspur.